# Oberlins drei Stufen

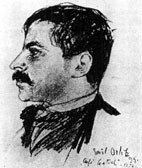
Jakob Wassermann (* 1873; † 1934)

Oberlins drei Stufen ist eine Erzählung von Jakob Wassermann, die 1922 in der zweiten Folge des „Wendekreises“ bei S. Fischer in Berlin erschien.

## Inhalt

### Die erste Stufe
Im Alter von 17 Jahren verliert der Basler Dietrich Oberlin seinen Vater, den Ratsherrn Oberlin. Die Erziehung des Jungen übernimmt die 40-jährige Mutter, die Ratsherrin Dorine Oberlin. Sie lässt sich nichts vormachen. Dietrich soll sich auf das Studium der Rechtswissenschaften vorbereiten, aber er erkrankt. Auf ärztliches Anraten soll der Genesende eine Schule auf dem Lande besuchen. Auf Empfehlung eines Bekannten – des 19-jährigen Georg Mathys aus Basel, Zögling in Hochlinden im Südschwarzwald – bereitet sich Dietrich ebendort auf das Hochschulstudium vor. Der Schulleiter Dr. Lucian von der Leyen ist als „gefährlicher Fortschrittler“ verschrien. Eine Begebenheit wird dem Lehrer zum Verhängnis. Zum Abschluss eines schulischen leichtathletischen Wettbewerbs küsst der Doktor in aller Öffentlichkeit Dietrich auf den Mund. Präfekt Alfred Rottmann trägt der Ratsherrin das unerhörte Ereignis zu. Dorine befiehlt den Sohn zu sich. Dietrich gehorcht. Lucian kommt der Suspendierung zuvor und geht zu Pfarrer Langheinrich in die Nähe von Heidelberg.

### Die zweite Stufe
Die Mutter, die immer nur befiehlt und befiehlt, verbringt sommers ganze Tage auf Bergtouren mit dem Studium der alpinen Flora. Das ist Dietrich in den Ferien gerade recht. So kann er auf dem Sommersitz der Oberlins in Ermatingen ein paar Schulfreunde aus Hochlinden empfangen. Georg Mathys und Justus Richter haben ihr Kommen für später angesagt. Kurt Fink hat sich selbst eingeladen und bringt seine Verlobte Hedwig Schönwieser mit. Kurt weist dort am Bodensee auf Dietrichs angebliche homoerotische Neigung hin. Georg Mathys hatte Dietrich vor Kurt gewarnt. Bei der aus den Bergen nach Ermatingen heimkehrenden Mutter kommt Hedwig überhaupt nicht gut an. Dorine lässt Erkundigungen einziehen. Hedwigs Vater ist in Berlin Pförtner im Reichsmarineministerium und Hedwig selbst – das Fräulein mit dem „stängelschlanken Körper“ – war Probiermamsell in einem Kaufhaus gewesen. Den Umgang des Sohnes mit solchen Leuten will die Patrizierin Dorine unter allen Umständen unterbinden. Sie scheitert im ersten Versuch. Gegen den Willen der Mutter sucht Dietrich die Verlobten abends in einem Hotel auf. Als sich Hedwig, von Kurt in Ermatingen für ein paar Tage zurückgelassen, auf dem Tanzboden einem „stämmigen Menschen“ an den Hals wirft, bereut Dietrich seinen Ungehorsam. Die Mutter verzeiht ihm. Dietrich ist erleichtert. Hedwig reist ab.

### Die dritte Stufe
Georg Mathys und Justus Richter kommen in Ermatingen an. Auf einem Waldspaziergang sind alle drei jungen Herren von der außerordentlichen Schönheit eines vorbeispazierenden Fräuleins stark beeindruckt. Die Schönheit befindet sich in Begleitung eines anderen Fräuleins und eines Herrn. Justus kennt die Herrschaften vom Sehen. Bei den Damen handelt es sich um die schöne Cäcilie und ihre Schwester Hanna aus Heidelberg – Töchter des Psychiaters Prof. Landgraf. Der Herr ist der junge Graf Hubert Gottlieben, Sohn eines Gutsbesitzers und Reichstagsabgeordneten.
Wenig später erliegt Cäcilie im Walde einer Revolver-Schussverletzung. Von Selbstmord ist die Rede. Es ergibt sich, Cäcilie wollte in der nahe gelegenen Gartenbauschule der Frau Dr. Gnad Aufnahme finden. Dietrich beherbergt Hanna und die herbeieilenden trauernden Eltern in seiner Sommervilla. Als der Vater fort ist, nimmt Hanna zusammen mit ihrer Mutter Margarete Landgraf eine Unterkunft in Ermatingen. Die Mutter möchte in der Nähe des Grabes bleiben. Dietrich will von Hanna die Suizid-Ursache der Zwillingsschwester erfahren. Auf sein Insistieren erfährt Dietrich von Hanna scheinbar Abseitiges. Hanna hatte in ihrem Leben zwei Gegner – den despotischen Vater und die schöne Schwester. Der Vater, ein arger Schwerenöter, hat ein Verhältnis nach dem anderen – zum Beispiel auch mit einer Patientin, der Gräfin Bettine Gottlieben zu Gottlieben.
Dietrich verliebt sich in die zirka drei Jahre ältere Hanna und wird zurückgewiesen. Er reist mit Hanna und deren Mutter nach Heidelberg. Dort will er sich auf das Studium vorbereiten. Hanna flüchtet vor Dietrich nach Weimar. Margarete Landgraf hat Zutrauen zu Dietrich gefunden und plaudert aus, den Revolver habe sich Hanna unter einem Vorwand von Dr. Kelling, einem Assistenzarzt Prof. Landgrafs, geliehen.
Hanna, die inzwischen Dietrichs Neigung erwidert, kehrt zurück, legt sich in das Junggesellenbett des angehenden Studenten und schläft ein einziges Mal mit ihm. Hubert Gottlieben bringt sich mit Blausäure um. Er konnte den Tod sein Geliebten Cäcilie nicht verwinden. Der Professor hatte die Schwester Bettine des Grafen in der Psychiatrie interniert, sie nicht an den Sturm laufenden Bruder Hubert herausgegeben und ihm dafür freie Hand bei Cäcilie gelassen. Hubert hatte Hannas Liebe nicht erwidert. Dafür hatte die Verschmähte die Zwillingsschwester mit dem Revolver erschossen. Nachdem die Schützin Hanna das eingestanden hat, erschießt sie sich auf dem Grab der Schwester. Dietrich liegt darauf mit einer Hirnhautentzündung darnieder. Dorine pflegt den Sohn. Der Genesende darf in Begleitung von Georg Mathys die kurze Fahrt zu Pfarrer Langheinrich hinüber unternehmen. Dietrich wird von Lucian abgewiesen, weil er sich Frauen zu- und von ihm abgewendet hat. Dietrich versteht seinen Meister nicht und beteiligt sich mit Georg Mathys an einem Fackelzug Jugendlicher.

## Form und Interpretation
Auf die Titel gebenden Stufen wird einmal – in dem Unterkapitel „Sommertag und -abend“ – Bezug genommen. Dietrich schreibt an Lucian: „Wir haben einmal darüber gesprochen, daß jedes Individuum drei verschiedene Arten von Existenz habe, nämlich eine geistige, eine soziale und eine animalische. Du sagtest, keine für sich könne eine Lebensgestaltung herbeiführen, sondern müsse korrigierend und bereichernd auf die andere wirken, und je edler einer veranlagt sei, je höher er auf der Stufenleiter der Geschöpfe stehe, je sicherer werde er es zu einer Verschmelzung dieser Kräfte bringen.“
In der zweiten Stufe wird – nahtlos anschließend an die erste – die Auseinandersetzung Dietrichs mit seiner Mutter psychologisch tief ausgelotet. Dazu passend wird alternierend und nacherlebbar in die Seele der beiden Protagonisten geschaut. Die Einführung der Zwillingsschwestern Hanna und Cäcilie Landgraf in der dritten Stufe per Zufall empfindet der Leser als nicht kittbare Bruchstelle in dem Werk.

## Rezeption
- Das Werk sei nicht gelungen. Koester bemängelt die disparate Struktur.[3]

### Verwendete Ausgabe
- Oberlins drei Stufen und Sturreganz. 1922. Marta der Gefährtin gewidmet. Salzwasser Verlag, Paderborn 2011, ISBN 978-3-943185-50-8 (Die Erzählung „Sturreganz“ ist in dieser verwendeten Ausgabe (1. Aufl.) nicht enthalten.)

### Sekundärliteratur
- Rudolf Koester: Jakob Wassermann. Morgenbuch Verlag, Berlin 1996, ISBN 3-371-00384-1